# Joe Berlinger
Joseph Berlinger (Bridgeport, 30 de outubro de 1961) é um cineasta e produtor cinematográfico norte-americano. Como reconhecimento, foi nomeado ao Oscar 2012 na categoria de Melhor Documentário em Longa-metragem por Paradise Lost 3: Purgatory.